# Stare Rybie
Stare Rybie is een dorp in de Poolse woiwodschap Klein-Polen. De plaats maakt deel uit van de gemeente Limanowa.